# Adam et Ève au Paradis Terrestre
Adam et Ève au Paradis Terrestre est une peinture à l'huile sur toile réalisée par  le peintre animaliste autrichien Johann Wenzel Peter. La date précise de sa réalisation est pour l'heure inconnue. Il s'agit du chef-d'œuvre de Wenzel Peter,.

## Description
La toile représente une scène de la Bible, plus particulièrement le moment dans le Livre de la Genèse entre la création par Dieu des poissons, des oiseaux, des animaux, d'Adam et Ève et l'expulsion de ces deux derniers du Jardin d'Éden, soit, plus précisément, les segments bibliques allant de Genèse 1-20 à Genèse 2-24. L'œuvre combine deux des moments charnières du premier livre de l'Ancien Testament, la création de l'Univers et l'instant précédant la consommation par Adam du fruit de l'arbre de la connaissance du bien et du mal. Plus particulièrement, l'œuvre de Wenzel Peter cherche à montrer comment les animaux et les humains vivaient en harmonie avant qu'Adam et Ève ne mangent le fruit défendu. Wenzel Peter a d'ailleurs beaucoup utilisé les symboles animaliers pour mieux traiter du sujet biblique, en plaçant notamment des chiens tout près d'Adam et Ève ainsi que des moutons, un coq et des chevaux, des animaux important dans l'histoire humaine, sans oublier le singe placé juste au-dessus du couple primordial de la chrétienté, lui aussi sur le point de cueillir du fruit de l’Arbre. Il est d’ailleurs étonnant de retrouver un paon aux pieds d’Ève, un animal davantage associé à Héra, déesse olympienne du mariage et de la fécondité dans la mythologie grecque. L'œuvre est également notée pour le réalisme des animaux et la maîtrise de Wenzel Peter sur son sujet, plus de 240 espèces animales différentes se retrouvant dans le résultat final et chacune ayant été réalisée avec beaucoup de minutie. 

## Historique
L'œuvre a été achetée en 1831 par le pape Grégoire XVI via l'intermédiaire de la fille de l'artiste, Marianne Peter, en plus de vingt autres tableaux de Wenzel Peter. L'œuvre est aujourd'hui exposée dans la Salle XVI de la Pinacothèque du Musée du Vatican, en plein cœur de l'État papal. Le Musée du Vatican considère cette peinture comme étant une des œuvres les plus importantes de sa collection, en compagnie, entre autres, du Martyre de saint Érasme de Poussin, de La Transfiguration de Raphaël et de La Mise au tombeau du Caravage.

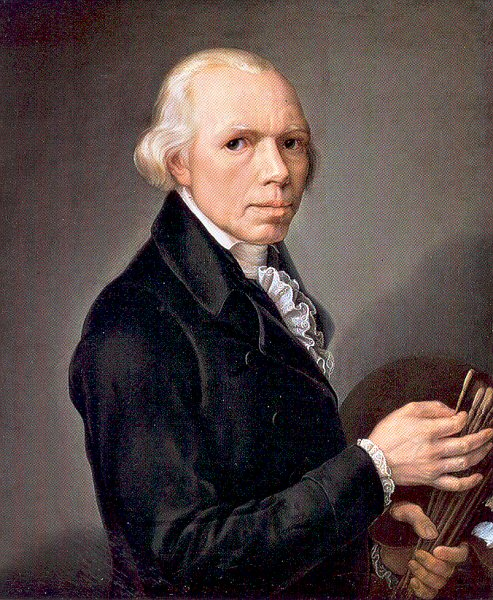
Johann Wenzel Peter - Autoportrait (1813).

## Sources d'inspiration
L'œuvre se veut clairement une référence à Adam et Ève dans le Jardin d'Éden de  Jan Brueghel l'Ancien (1615) et au Jardin d'Éden issu de la collaboration entre Jan Brueghel l'Ancien et Pierre Paul Rubens (1615). Sur cette dernière, on peut clairement distinguer dans le coin en bas à gauche un petit singe lui aussi sur le point de manger du fruit de l’Arbre, un motif repris par Wenzel Peter. Les deux peintures du début du XVIIe siècle dépeignent deux tigres exactement dans la même position et faisant exactement la même action, un calque parfait, dans le coin en bas à droite des deux oeuvres, sans oublier la présence de deux lapins, un blanc et un noir, côte à côte. Un autre calque parfait est aussi visible avec la présence d'un cheval blanc dans les deux peintures. Un cheval blanc, mais de dos, est également présent dans la peinture de Wenzel Peter. Dans la peinture issue de la collaboration entre Brueghel l’Ancien et Rubens, on peut y voir la présence d’un paon juste à côté d’Ève, un autre motif repris par Wenzel Peter dont les ramifications ont été décrites plus haut. Soulignons, enfin, la présence de cerfs albinos dans les trois oeuvres.

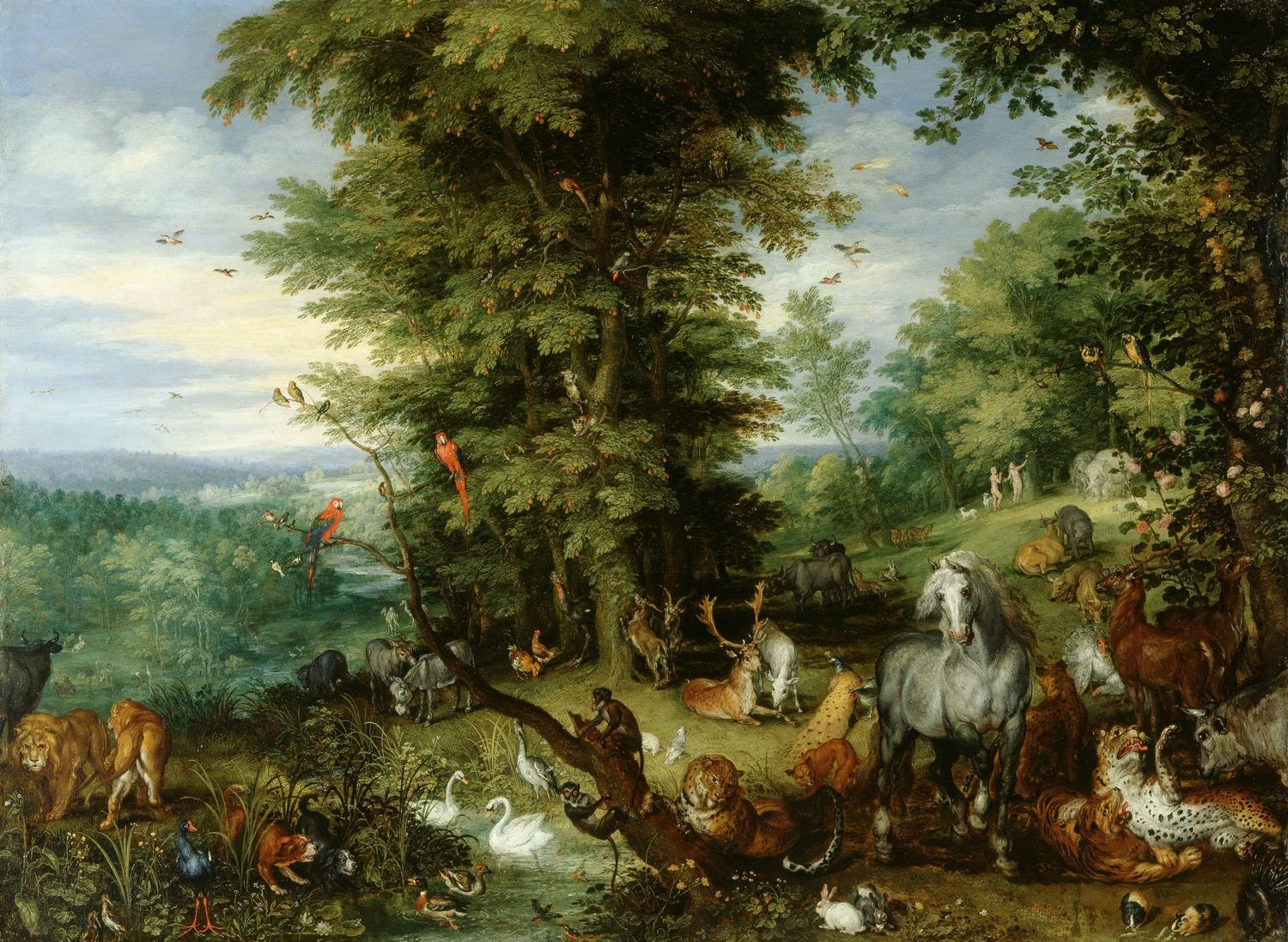
Adam et Ève dans le Jardin d'Éden (Jan Brueghel l'Ancien, 1615).
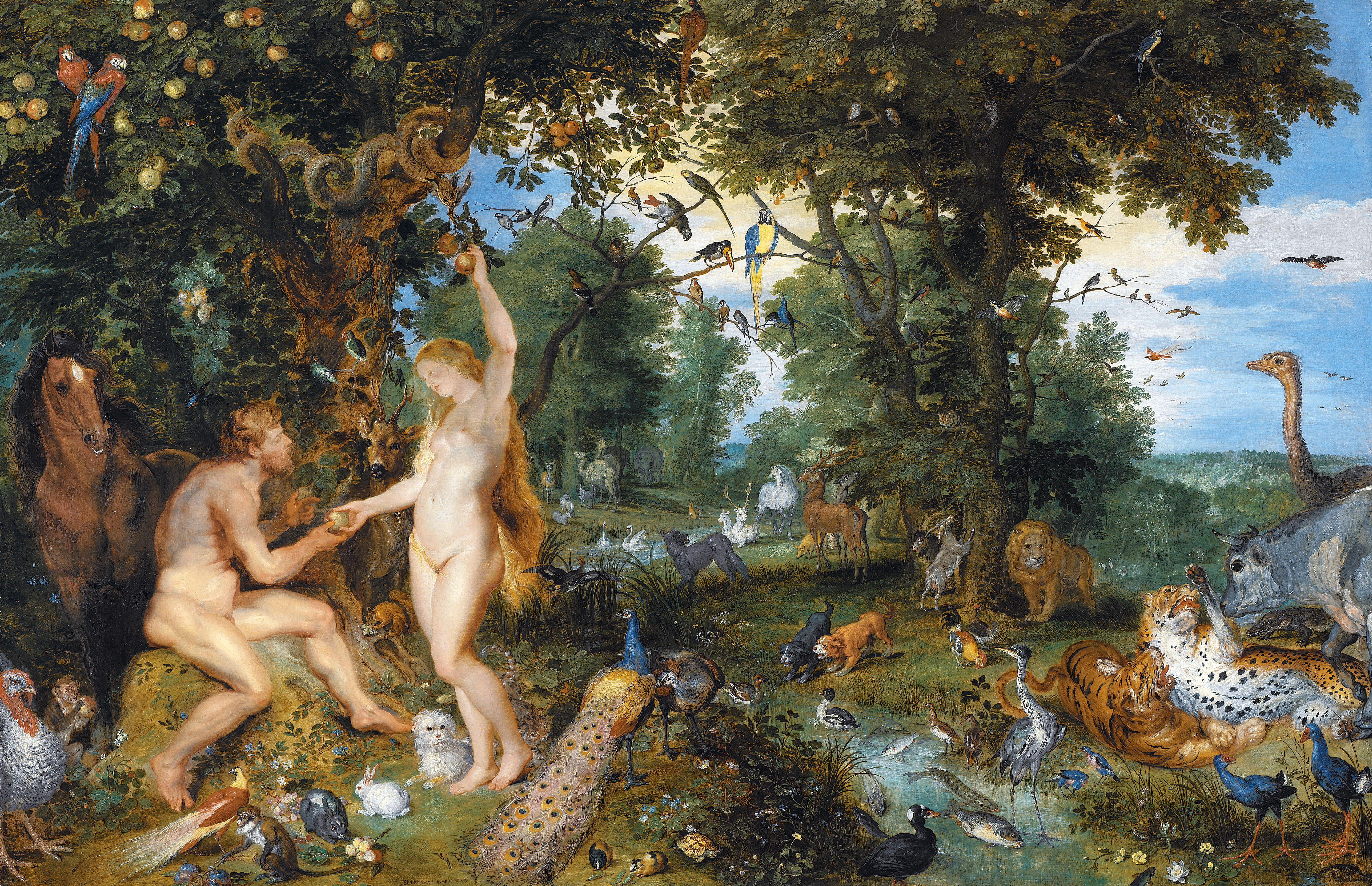
Le Jardin d'Éden (Jan Brueghel l'Ancien et Pierre Paul Rubens, 1615).